# Julio Maldonado
Julio Maldonado (Madrid, 18 de juliol de 1967), popularment conegut com a Maldini, és un periodista espanyol especialitzat en el futbol internacional que treballa per als mitjans del Grupo PRISA i Mediaset España.

## Biografia
Durant la seva infància, va viure a la ciutat del Leganés. Cursà estudis de periodisme a la Universitat Complutense de Madrid. Començà al Canal Plus ja des de la seva creació el 1989, i començà a col·laborar amb la Cadena SER l'any 1995.
Actualment és Redactor Superior de Sogecable, on dirigeix i selecciona la programació de l'àrea de futbol internacional. També realitza retransmissions de partits de la Champions League i de diverses lligues europees en els diversos canals esportius de Digital Plus; a més de col·laborar amb el diari esportiu As i amb el programa radiofònic Carrusel Deportivo a la Cadena SER. Presenta el programa Fiebre Maldini els dilluns a les 20:00 al Canal Plus analitzant els partits internacionals de la jornada.
Des del naixement de la cadena de TV Cuatro és col·laborador els dilluns a Deportes Cuatro amb tot el futbol internacional. A Cuatro també és comentarista dels partits de l'Europa League i de la selecció espanyola.
Actualment també realitza pronòstics esportius per cases d'apostes online.
Està casat amb l'atleta eibarrenca Maite Zúñiga i ambdós resideixen a Madrid.

## Obra
- Maldonado, Julio (2006). De la naranja mecánica a la mano del Dios
- Maldonado, Julio (2013). Puro Maldini.